# Comité national paralympique
Pour les articles homonymes, voir CNP.
Un comité national paralympique (CNP) est une composante nationale du Comité international paralympique (IPC), qui en compte 183. Ces comités fédèrent, sous l'autorité de l'IPC, tout ou partie du mouvement handisport national. 
| Continent | Continent                              | Association régionale        | Nombre de CNP |
| --------- | -------------------------------------- | ---------------------------- | ------------- |
|           | Afrique                                | Comité paralympique africain | 48            |
| Amérique  | Comité paralympique des Amériques (en) | 33                           |               |
| Asie      | Comité paralympique asiatique (en)     | 44                           |               |
| Europe    | Comité paralympique européen           | 49                           |               |
| Océanie   | Comité paralympique d'Océanie          | 9                            |               |

## Liste des comités paralympiques
| Code CIO | Code ISO | Drapeau et nom du pays           | Comité national paralympique national                                                          |
| AFG      | id.      | Afghanistan                      | Comité paralympique d'Afghanistan                                                              |
| RSA      | ZAF      | Afrique du Sud                   | Comité national paralympique d'Afrique du Sud                                                  |
| ALB      | id.      | Albanie                          | Comité national paralympique d'Albanie                                                         |
| ALG      | id.      | Algérie                          | Comité national paralympique algérien                                                          |
| GER      | DEU      | Allemagne                        | Comité national paralympique d'Allemagne                                                       |
| AND      | id.      | Andorre                          | Comité paralympique d'Andorre                                                                  |
| ANG      | id.      | Angola                           | Comité national paralympique de l'Angola                                                       |
| KSA      | SAU      | Arabie saoudite                  | Comité paralympique d'Arabie Saoudite                                                          |
| ARG      | id.      | Argentine                        | Comité national paralympique d'Argentine                                                       |
| ARM      | id.      | Arménie                          | Comité national paralympique d'Arménie                                                         |
| AUS      | id.      | Australie                        | Paralympics Australia                                                                          |
| AUT      | id.      | Autriche                         | Comité paralympique autrichien                                                                 |
| AZE      | id.      | Azerbaïdjan                      | Comité national paralympique de la République de l'Azerbaïdjan                                 |
| BRN      | BHR      | Bahreïn                          | Fédération bahreïnienne des sports pour personnes handicapées – Comité paralympique de Bahreïn |
| BAN      | id.      | Bangladesh                       | Association nationale des Jeux pour personnes handicapées                                      |
| BAR      | id.      | Barbade                          | Association paralympique de la Barbade                                                         |
| BLR      | id.      | Biélorussie                      | Comité paralympique de la République du Bélarus                                                |
| BEL      | id.      | Belgique                         | Comité paralympique belge                                                                      |
| BEN      | id.      | Bénin                            | Fédération handisport du Bénin - Comité National Paralympique                                  |
| BER      | id.      | Bermudes                         | Association paralympique des Bermudes                                                          |
| BIH      | id.      | Bosnie-Herzégovine               | Comité paralympique de Bosnie-Herzégovine                                                      |
| BOT      | id.      | Botswana                         | Association paralympique du Botswana                                                           |
| BRA      | id.      | Brésil                           | Comité paralympique brésilien                                                                  |
| BUL      | BGR      | Bulgarie                         | Association paralympique nationale de Bulgarie                                                 |
| BUR      | id.      | Burkina Faso                     | Comité national paralympique du Burkina Faso                                                   |
| BDI      | BUR      | Burundi                          | Comité paralympique du Burundi                                                                 |
| CAM      | KHM      | Cambodge                         | Cambodge - Comité national paralympique du Cambodge                                            |
| CMR      | id.      | Cameroun                         | Comité paralympique camerounais                                                                |
| CAN      | id.      | Canada                           | Comité paralympique canadien                                                                   |
| CPV      | id.      | Cap-Vert                         | Comité national paralympique du Cap-Vert                                                       |
| CHI      | CHL      | Chili                            | Comité paralympique du Chili                                                                   |
| CHN      | CHI      | Chine                            | Association sportive chinoise pour personnes handicapées                                       |
| TPE      | TWN      | Taipei chinois                   | Comité paralympique de Taipei chinois                                                          |
| CYP      | id.      | Chypre                           | Comité national paralympique de Chypre                                                         |
| COL      | id.      | Colombie                         | Comité national paralympique de Colombie                                                       |
| CGO      | COG      | République du Congo              | Comité paralympique de la République du Congo                                                  |
| COD      | id.      | République démocratique du Congo | Comité paralympique de la République Démocratique du Congo                                     |
| KOR      | id.      | Corée du Sud                     | Comité paralympique coréen                                                                     |
| CRC      | CRI      | Costa Rica                       | Comité national paralympique du Costa Rica                                                     |
| CIV      | id.      | Côte d'Ivoire                    | Comité national paralympique de Côte d'Ivoire                                                  |
| CRO      | HRV      | Croatie                          | Comité paralympique croate                                                                     |
| CUB      | id.      | Cuba                             | Comité national paralympique de Cuba                                                           |
| DEN      | id.      | Danemark                         | Comité paralympique du Danemark                                                                |
| EGY      | id.      | Égypte                           | Comité paralympique égyptien                                                                   |
| ESA      | SLV      | Salvador                         | Comité national paralympique d'El Salvador                                                     |
| UAE      | ARE      | Émirats arabes unis              | Comité paralympique des Émirats Arabes Unis                                                    |
| ECU      | id.      | Équateur                         | Comité national paralympique d'Équateur                                                        |
| ESP      | id.      | Espagne                          | Comité paralympique espagnol                                                                   |
| EST      | id.      | Estonie                          | Comité paralympique estonien                                                                   |
| USA      | id.      | États-Unis                       | Comité olympique et paralympique des États-Unis                                                |
| ETH      | id.      | Éthiopie                         | Comité paralympique éthiopien                                                                  |
| RUS      | id.      | Russie                           | Comité paralympique russe                                                                      |
| FIJ      | FJI      | Fidji                            | Comité paralympique de Fidji                                                                   |
| FIN      | id.      | Finlande                         | Comité paralympique finlandais                                                                 |
| FRA      | id.      | France                           | Comité paralympique et sportif français                                                        |
| GAB      | id.      | Gabon                            | Comité national paralympique du Gabon                                                          |
| GAM      | GMB      | Gambie                           | Comité national paralympique de Gambie                                                         |
| GEO      | id.      | Géorgie                          | Comité paralympique géorgien                                                                   |
| GHA      | id.      | Ghana                            | Comité national paralympique du Ghana                                                          |
| GBR      | id.      | Royaume-Uni                      | Association paralympique de la Grande-Bretagne                                                 |
| GRE      | GRC      | Grèce                            | Comité paralympique hellénique                                                                 |
| GUA      | GTM      | Guatemala                        | Comité paralympique du Guatemala                                                               |
| GUI      | GIN      | Guinée                           | Comité paralympique guinéen                                                                    |
| GBS      | GNB      | Guinée-Bissau                    | Comité paralympique de Guinée-Bissau                                                           |
| HAI      | HTI      | Haïti                            | Comité national paralympique de Haïti                                                          |
| HON      | HND      | Honduras                         | Comité paralympique hondurien                                                                  |
| HKG      | id.      | Hong Kong                        | Comité paralympique et association des sports pour les personnes handicapées de Hong Kong      |
| HUN      | id.      | Hongrie                          | Comité paralympique hongrois                                                                   |
| MRI      | MUS      | Maurice                          | Comité national paralympique de l'Île Maurice                                                  |
| NC       | FRO      | Îles Féroé                       | Comité paralympique féroïen                                                                    |
| IND      | id.      | Inde                             | Comité paralympique d'Inde                                                                     |
| INA      | IDN      | Indonésie                        | Comité national paralympique d'Indonésie                                                       |
| IRI      | IRN      | Iran                             | Comité national paralympique de la République islamique d'Iran                                 |
| IRQ      | id.      | Irak                             | Comité national paralympique de l'Irak                                                         |
| IRL      | id.      | Irlande                          | Paralympiques d'Irlande                                                                        |
| ISL      | id.      | Islande                          | Association sportive des handicapés d'Islande                                                  |
| ISR      | id.      | Israël                           | Comité paralympique d'Israël                                                                   |
| ITA      | id.      | Italie                           | Comité paralympique italien                                                                    |
| JAM      | id.      | Jamaïque                         | Association paralympique de Jamaïque                                                           |
| JPN      | id.      | Japon                            | Comité paralympique du Japon                                                                   |
| JOR      | id.      | Jordanie                         | Comité paralympique de Jordanie                                                                |
| KAZ      | id.      | Kazakhstan                       | Comité national paralympique du Kazakhstan                                                     |
| KEN      | id.      | Kenya                            | Comité national paralympique du Kenya                                                          |
| KGZ      | id.      | Kirghizistan                     | Comité national paralympique de la République kirghize                                         |
| KUW      | KWT      | Koweït                           | Comité paralympique du Koweït                                                                  |
| LAO      | id.      | Laos                             | Comité paralympique laotien                                                                    |
| LES      | LSO      | Lesotho                          | Comité national paralympique du Lesotho                                                        |
| LAT      | LVA      | Lettonie                         | Comité paralympique letton                                                                     |
| LIB      | LBN      | Liban                            | Comité paralympique libanais                                                                   |
| LBR      | id.      | Liberia                          | Comité national paralympique du Liberia                                                        |
| LBA      | LBY      | Libye                            | Comité paralympique libyen                                                                     |
| LIE      | id.      | Liechtenstein                    | Comité national paralympique du Liechtenstein                                                  |
| LTU      | id.      | Lituanie                         | Comité paralympique lituanien                                                                  |
| LUX      | id.      | Luxembourg                       | Comité paralympique du Luxembourg                                                              |
| NC       | MAC      | Macao                            | Comité national paralympique de Macao, Chine                                                   |
| MKD      | id.      | Macédoine du Nord                | Comité paralympique macédonien                                                                 |
| MAD      | MDG      | Madagascar                       | Comité national paralympique de Madagascar                                                     |
| MAS      | MYS      | Malaisie                         | Conseil paralympique de la Malaisie                                                            |
| MLI      | id.      | Mali                             | Comité national paralympique du Mali                                                           |
| MLT      | id.      | Malte                            | Comité paralympique de Malte                                                                   |
| MAR      | CNOM     | Maroc                            | Fédération royale marocaine des sports pour personnes handicapées                              |
| MTN      | MRT      | Mauritanie                       | Comité paralympique mauritanien                                                                |
| MEX      | id.      | Mexique                          | Comité national paralympique du Mexique                                                        |
| MDA      | id.      | Moldavie                         | Comité paralympique de Moldavie                                                                |
| MGL      | MNG      | Mongolie                         | Comité paralympique mongol                                                                     |
| MYA      | MMR      | Birmanie                         | Comité national paralympique du Myanmar                                                        |
| NAM      | id.      | Namibie                          | Comité national paralympique de Namibie                                                        |
| NEP      | id.      | Népal                            | Comité national paralympique - Népal                                                           |
| NCA      | NIC      | Nicaragua                        | Comité national paralympique du Nicaragua                                                      |
| NIG      | NER      | Niger                            | Comité national paralympique du Niger                                                          |
| NGR      | NGA      | Nigeria                          | Comité paralympique du Nigeria                                                                 |
| NOR      | id.      | Norvège                          | Comité olympique et paralympique et confédération des sports norvégiens                        |
| NZL      | id.      | Nouvelle-Zélande                 | Nouvelle-Zélande Paralympique                                                                  |
| OMA      | OMN      | Oman                             | Comité paralympique d'Oman                                                                     |
| UGA      | id.      | Ouganda                          | Comité national paralympique ougandais                                                         |
| UZB      | id.      | Ouzbékistan                      | Comité national paralympique d'Ouzbékistan                                                     |
| PAK      | id.      | Pakistan                         | Comité national paralympique du Pakistan                                                       |
| PLE      | PSE      | Palestine                        | Comité paralympique palestinien                                                                |
| PAN      | id.      | Panama                           | Comité paralympique de Panama                                                                  |
| PNG      | id.      | Papouasie-Nouvelle-Guinée        | Comité paralympique de la Papouasie-Nouvelle-Guinée                                            |
| NED      | NLD      | Pays-Bas                         | Comité national paralympique des Pays-Bas                                                      |
| PER      | id.      | Pérou                            | Comité national paralympique Pérou                                                             |
| PHI      | PHL      | Philippines                      | Comité paralympique des Philippines                                                            |
| POL      | id.      | Pologne                          | Comité paralympique polonais                                                                   |
| PUR      | PRI      | Porto Rico                       | Comité national paralympique de Porto Rico                                                     |
| POR      | PRT      | Portugal                         | Comité national paralympique du Portugal                                                       |
| QAT      | id.      | Qatar                            | Comité paralympique du Qatar                                                                   |
| DOM      | id.      | République dominicaine           | Comité paralympique dominicain                                                                 |
| CAF      | id.      | République centrafricaine        | Comité national olympique de la République centrafricaine                                      |
| CZE      | id.      | Tchéquie                         | Comité paralympique tchèque                                                                    |
| ROM      | ROU      | Roumanie                         | Comité national paralympique Roumanie                                                          |
| RWA      | id.      | Rwanda                           | Comité national paralympique du Rwanda                                                         |
| SAM      | WSM      | Samoa                            | Comité paralympique des Samoa                                                                  |
| SEN      | id.      | Sénégal                          | Comité national paralympique du Sénégal                                                        |
| SRB      | id.      | Serbie                           | Comité paralympique de Serbie                                                                  |
| SLE      | id.      | Sierra Leone                     | Comité paralympique du Sierra Leone                                                            |
| SIN      | SGP      | Singapour                        | Conseil national paralympique de Singapour                                                     |
| SVK      | id.      | Slovaquie                        | Comité paralympique slovaque                                                                   |
| SLO      | SGP      | Slovénie                         | Fédération sportive des personnes handicapées – Comité paralympique Slovène                    |
| SUD      | SDN      | Soudan                           | Comité national paralympique du Soudan                                                         |
| SRI      | LKA      | Sri Lanka                        | Fédération nationale des sports pour personnes handicapées                                     |
| SWE      | id.      | Suède                            | Organisation suédoise des sports pour personnes handicapées et Comité paralympique suédois     |
| SUI      | CHE      | Suisse                           | Comité paralympique suisse                                                                     |
| SUR      | id.      | Suriname                         | Comité national paralympique du Suriname                                                       |
| SYR      | id.      | Syrie                            | Comité paralympique syrien                                                                     |
| TJK      | id.      | Tadjikistan                      | Comité paralympique du Tadjikistan                                                             |
| TAN      | TZA      | Tanzanie                         | Comité paralympique de Tanzanie                                                                |
| THA      | id.      | Thaïlande                        | Comité paralympique de Thaïlande                                                               |
| TLS      | id.      | Timor oriental                   | Comité national paralympique de la République démocratique de Timor-Leste                      |
| TOG      | TGO      | Togo                             | Comité national olympique du Togo                                                              |
| TGA      | TON      | Tonga                            | Comité national paralympique des Tonga                                                         |
| TUN      | id.      | Tunisie                          | Comité national paralympique tunisien                                                          |
| TKM      | id.      | Turkménistan                     | Comité national paralympique du Turkménistan                                                   |
| TUR      | id.      | Turquie                          | Comité national paralympique de Turquie                                                        |
| UKR      | id.      | Ukraine                          | Comité national paralympique de l'Ukraine                                                      |
| URU      | URY      | Uruguay                          | Comité paralympique d'Uruguay                                                                  |
| VAN      | VUT      | Vanuatu                          | Comité paralympique de Vanuatu                                                                 |
| VEN      | id.      | Venezuela                        | Comité national paralympique du Venezuela                                                      |
| VIE      | VNM      | Viêt Nam                         | Association paralympique du Vietnam                                                            |
| ZAM      | ZMB      | Zambie                           | Comité national paralympique de Zambie                                                         |
| ZIM      | ZWE      | Zimbabwe                         | Comité paralympique du Zimbabwe                                                                |